# ルイーゼ・リンザー
ルイーゼ・リンザー（Luise Rinser、1911年4月30日 - 2002年3月17日）は、ドイツの作家で、小説と短編で知られる。 

## 青年期と教育
ルイーゼ・リンザーは1911年4月30日、バイエルン王国（現在のバイエルン州）オーバーバイエルンのランツベルク・アム・レヒにあるピッツリングで、国民学校教師の娘として生まれた。父親は副業にオルガン奏者をしていた。彼女の生家は今もその地にある。ミュンヘンの国民学校に通い、成績優秀であった。1930年にアビトゥーアに合格し、ミュンヘンで教育学と心理学を学んだ。卒業後に彼女はオーバーバイエルン州のいくつかの学校で助手を務め、そこでフランツ・ザイツの進歩主義教育を知り、それは彼女の教育と執筆に影響を与えた。
このころ、最初の短編を雑誌『ヘルドフォイアー』に書いた。彼女はナチ党に参加はしなかったが、1936年からナチ女性団に参加し、1939年まで教師組合に入っていた。1939年に上司の要請にもかかわらずナチ党への入党を拒否し、教師を辞め、結婚した。

## 後半生

### 収監
1944年に彼女はナチスの「友人」に訴えられ、トラウンシュタインにある女性刑務所に収監された。後にリンザーは反逆罪で捕らえられたことに抗議し、ドイツの解放によって初めて死刑から救われたと主張した。しかしながらナチ時代の人民法廷の文書には、彼女が扇動罪に問われたことが記されており、これは死刑の可能性はあるものの政府転覆を狙ったとまではしていない。起訴状は1945年3月に出されたが、リンザーは3か月前のクリスマス休暇に釈放されそのまま戻っていなかった。リンザーがその後語ったことによると、休暇をもらうことが拒否されたということであり、1945年4月まで収監されていた。
リンザーは戦後1946年に出版した『獄中記』で注目を集めた。刑務所の囚人は政治犯だけではない。彼女は窃盗犯、性犯罪者、浮浪者、エホバの証人たちと過ごしたのである。それは、中流階級に育ったリンザーにとって新しい体験だった。囚人たちは汚物や、悪臭や、危険と戦わねばならなかった。飢餓がはびこっていた。
リンザー自身は彼女が配属されたパン粉工場でくすねることで、何とか生き残った。彼女はその時初めて、恵まれない社会的弱者がどのように生き抜いているのかを学んだ。彼女は自分自身をも発見した。著書はベストセラーとなり、英語圏では翻訳された『獄中記』で彼女が知られるようになった。1947年に、リンザーは彼女のトラウンシュタイン刑務所での体験とナチスの強制収容所とを比べて、自書の価値に対する見方を変えた。しかし、本は20年後に再版された。
彼女はナチスとは対照的なやり方でヒットラーを讃える言葉で自分を表現した。

### 結婚
彼女の最初の夫で2人の息子たちの父親は、作曲家で合唱指揮者のホルスト・ギュンター・シュネルだったが、独ソ戦で1943年に戦死した。その後に彼女はコミュニストの作家クラウス・ヘルマンと結婚した。この結婚は1952年頃破綻した。1945年から1953年まで、彼女は『新ミュンヘン新聞』のフリーランスの記者で、ミュンヘンに住んでいた。
1954年、彼女は作曲家カール・オルフと結婚したが、彼らは1959年に離婚した。彼女はミュンヘンで作曲家カール・アマデウス・ハルトマンが創設した現代音楽祭ムジカ・ヴィーヴァに通い、現代音楽への理解を学んだ。その後韓国の作曲家尹伊桑および、司祭で神学者のカール・ラーナーと親交を深めた。1959年に彼女はローマに移り、1965年後半からはローマ近郊のロッカ・ディ・パーパに移住し、1986年には名誉市民になった。その後に彼女はミュンヘンに移り、2002年3月17日にその地で亡くなった。

### 政治活動
リンザーはドイツで常に政治および社会問題の論争に加わっていた。彼女は1971-72年総選挙でヴィリー・ブラントを支持し、作家のハインリッヒ・ベル、ギュンター・グラスら多くのパーシングIIミサイル開発に反対するドイツの人々と共にデモをした。彼女はカトリック教会を離れることなく鋭く批判し、第2バチカン公会議では公認ジャーナリストとして活躍した。ドイツ赤軍のアンドレアス・バーダーとグドルン・エンスリン達の追訴について公開書簡で批判し、エンスリンの父親に対しては「グドルンは生涯私の友です」と書き送った。1984年に彼女は、緑の党から連邦大統領候補として推薦された。

### 旅行
1972年から彼女は、ソビエト連邦、米国、スペイン、インド、インドネシア、韓国、北朝鮮、イランを訪れ、イランでは指導者ホメイニ師を彼女は「第三世界の国家にとって輝くモデルだ」と見ている。そして日本、コロンビア、その他多くの国を訪問した。彼女は妊娠中絶に関するドイツ刑法218条の廃止を強く求めた。またドイツではカトリック左派の主張を代表していた。
1980年から1992年までの間に、彼女は北朝鮮を11回訪れ、金日成主席に45回会った。この旅行について彼女は『北朝鮮訪問記』を著し、そこで北朝鮮について「農民の父による農村の国」であり、「人間の顔をした社会主義」のモデル例であるとし、そこには犯罪、貧困、強制収容所は無く、配給経済により環境負荷が少ないと賛美している。1981年の旅行には政治家ルドルフ・バーローを伴ったが、彼は北朝鮮を賞賛し、「ヒットラーとスターリンと金日成を一緒くたにする暴論があるが、金日成は実際には偉人である」と言っている。

## 没後に判明したこと
リンザーは2002年に没した。生前に彼女自身が語り、また書き記した自伝に反して、スペインの作家ホセ・サンチェス・デ・ムリーリョは2011年著した『ルイーゼ・リンザー：矛盾に満ちた生涯』という伝記で、彼女が若いころには野心的なナチスだったと明らかにしている 。学校教師として彼女は自分のキャリアを進めるために、ユダヤ人の校長を非難していた。ムリーリョは「彼女は我々皆に本当のことを言わなかった」と述べている。彼女の息子であるクリストフ・リンザーは、この「公認」の伝記の研究に際しムリーリョに協力している。

## 受賞と栄誉
- 1952年 ルネ・シッケル賞
- 1975年 クリストフォロス図書賞（HUK連盟クリストフォロス財団）
- 1977年 ドイツ連邦共和国功労勲章大功労十字章
- 1979年 ロスヴィータ文学賞（バート・ガンダースハイム市）
- 1979年 国際地中海文学賞（イタリア、パレルモ）
- 1980年 ヨーロッパ賞（イタリア、フィウッジ）
- 1985年 アカデミア・ティベリナの「アカデミコ・オーディナリオ賞」（イタリア、ローマ）
- 1985年 ヨハネス・ボブロウスキー・メダル（東独ドイツキリスト教民主同盟）
- 1986年 平壌大学名誉博士号（北朝鮮）
- 1987年 ハインリヒ・マン賞（東独ベルリン芸術アカデミー）
- 1987年 「ドンナ・イン・アルテ」（イタリア、ローマ県）
- 1987年 「1987年最優秀作家賞」（イタリア、パレストリーナ市）
- 1988年 エリザベス・ランゲッサー文学賞（アルツァイ市）
- 1988年 ジュスティーナ・ロッカ賞（イタリア、トラーニ市）
- 1991年 イニャツィオ・シローネ国際文学賞
- 1991年 ランツベルク・アム・レヒ市芸術文化賞

## 小説
- Hochebene, Kassel: Harriet Schleber 1948[16]
- Die Stärkeren, Kassel 1948[17]
- Mitte des Lebens, Frankfurt: S. Fischer 1950; Engl. Nina, 1956[18]
  - 『人生の半ば』稲木勝彦訳、三修社, 1969[19]
- Daniela, Frankfurt 1953[20]
  - 『ダニエラ』稲木勝彦[編]、朝日出版社, 1965[21]
- Der Sündenbock, Frankfurt 1955[22]
- Abenteuer der Tugend, Frankfurt 1957[23]
  - 『美徳の遍歴』飯島智子訳、朝日出版社, 1972[24]
- Die vollkommene Freude, Frankfurt 1962[25]
- Ich bin Tobias, Frankfurt 1966[26]
- Der schwarze Esel, Frankfurt 1974[27]
- Mirjam, Frankfurt 1983[28]
- Silberschuld, Frankfurt 1987[29]
- Abaelards Liebe, Frankfurt 1991; Engl. Abelard's Love, 1998[30]
- Aeterna (mit H. C. Meiser), Frankfurt 2000

## 短編
- Die gläsernen Ringe, Berlin: Fischer, 1940; Engl. Rings of Glass, 1958[31]
  - 『波紋』上田真而子訳（岩波少年文庫）岩波書店、2000[32]
- Erste Liebe, München: Desch 1946[33]
  - 『初恋』斎藤久雄編註、南江堂、1957[34]
- Jan Lobel aus Warschau, Kassel 1948[35]
  - 『ワルシャワから来た男』早川東三編註、南江堂、1958[36]
- Ein Bündel weißer Narzissen, Frankfurt: S. Fischer 1956[37]
- Geh fort, wenn du kannst (Nachwort: Hans Bender), Frankfurt 1959; Engl. Leave If You Can, 2010[38]
- Weihnachts-Triptychon (Mit Scherenschnitten von Otto Diethelm), Zürich: Arche, 1963[39]
- Septembertag, Frankfurt 1964[40]
  - 『九月ある日のこと...』斎藤久雄編、南江堂, 1966[41]
- Die rote Katze, Fünf Erzählungen, Frankfurt: Fischer Bibliothek 1981[42]
- Geschichten aus der Löwengrube, Acht Erzählungen, Frankfurt 1986[43]

## 自伝的著作
- Gefängnistagebuch, München: Zinnen (Kurt Desch) 1946; Engl. A Woman's Prison Journal, 1988[44]
  - 『収容所にて』浜川祥枝, 長谷川登共編、同学社, 1977[45]
- Baustelle. Eine Art Tagebuch 1967–1970, Frankfurt: S. Fischer 1970[46]
- Grenzübergänge. Tagebuch-Notizen 1970–1972, Frankfurt 1972[47]
- Kriegsspielzeug. Tagebuch 1972–1978, Frankfurt 1978[48]
- Nordkoreanisches Reisetagebuch, Frankfurt 1981[49]
- Den Wolf umarmen (Autobiographie, Teil 1), Frankfurt 1981[50]
- Winterfrühling. Tagebuchaufzeichnungen 1979–1982, Frankfurt 1982[51]
- Im Dunkeln singen. Tagebuchaufzeichnungen 1982–1985, Frankfurt 1985[52]
- Wachsender Mond. Tagebuchaufzeichnungen 1985–1988, Frankfurt 1988[53]
- Ort meiner Kindheit: Wessobrunn, Freiburg 1991[54]
- Wir Heimatlosen. Tagebuchaufzeichnungen 1989–1992, Frankfurt 1992[55]
- Saturn auf der Sonne (Autobiographie, Teil 2), Frankfurt 1994[56]
- Kunst des Schattenspiels. Tagebuchaufzeichnungen 1994–1997, Frankfurt 1997[57]

## 青少年のための著作
- Das Ohlstadter Kinder-Weihnachtsspiel, München 1946
- Martins Reise, Zürich: Atlantis 1949[58]
  - 『マルチンくんの旅』吉田六郎訳、白水社、1960[59]
- Sie zogen mit dem Stern. Eine Bubenweihnacht, München: Don Bosco 1950
- Jugend unserer Zeit. Fotografien gedeutet von Luise Rinser, Würzburg: Echter-Verlag 1967[60]
- Bruder Feuer, Stuttgart: Thienemann 1975[61]
- Das Geheimnis des Brunnens, Stuttgart 1979[62]
  - 『噴水のひみつ』前川康男, 高橋泉訳, ハンス・ポッペル絵、佑学社, 1985[63]
- Kursbuch für Mädchen, Frauenfeld 1979
- Mit wem reden, Stuttgart 1980[64]
- Drei Kinder und ein Stern (ill. v. Hella Seith), (Neuausgabe) Stuttgart: Gabriel 1994[65]
- Das Squirrel. Eine Geschichte von sichtbaren und unsichtbaren Wesen (mit Blumenbildern von Sulamith Wülfing), (Neuausgabe) Grafing: Aquamarin 2004[66]
  - 『なしの木の精スカーレル』遠山明子訳、福武書店、1989[67]

## 種々の著作
- Pestalozzi und wir. Der Mensch und das Werk, Stuttgart: Günther 1947
- Die Wahrheit über Konnersreuth. Ein Bericht, Einsiedeln: Benziger 1954[68]
- Fülle der Zeit. Carl Zuckmayer und sein Werk, Frankfurt 1956
- Der Schwerpunkt (Essays zu Annette Kolb, Franz Werfel, Carl Zuckmayer, Elisabeth Langgässer und Bert Brecht), Frankfurt 1960[69]
- Vom Sinn der Traurigkeit (Felix Tristitia), Zürich: Arche 1962[70]
- Ich weiß deinen Namen. 73 Fotographien gedeutet von Luise Rinser, Würzburg: Echter 1962[71]
- Über die Hoffnung, Zürich 1964
- Gespräche über Lebensfragen, Würzburg 1966[72]
  - 『人生相談』斎藤久雄編注、南江堂, 1977[73]
- Hat Beten einen Sinn?, Zürich 1966
- Jugend unserer Zeit. Fotografien gedeutet von Luise Rinser, Würzburg 1967[60]
- Gespräch von Mensch zu Mensch, Würzburg 1967[74]
  - 『人間から人間へ』斎藤久雄編注、南江堂, 1977[75]
- Zölibat und Frau, Würzburg 1967[76]
- Laie, nicht ferngesteuert, Zürich 1967
- Fragen, Antworten, Würzburg 1968[77]
- Von der Unmöglichkeit und der Möglichkeit heute Priester zu sein, Zürich: NZN 1968[78]
- Unterentwickeltes Land Frau. Untersuchungen, Kritik, Arbeitshypothesen, Würzburg 1970[79]
- Hochzeit der Widersprüche, Percha: Schulz 1973[80]
- Dem Tode geweiht? Lepra ist heilbar! (Mit 24 Bildtafeln; Fotos von Christoph Rinser), Percha 1974[81]
- Wie wenn wir ärmer würden oder Die Heimkehr des verlorenen Sohnes, Percha 1974[82]
- Hallo, Partner. Zeige mir, wie du dein Auto lenkst, und ich sage dir, wie (wer) du bist!, HUK-Verband 1974
- Leiden, Sterben, Auferstehen, Würzburg 1975
- Wenn die Wale kämpfen. Porträt eines Landes: Süd-Korea, Percha 1976[83]
- Der verwundete Drache. Dialog über Leben und Werk des Komponisten Isang Yun, Frankfurt 1977[84]
  - 『傷ついた龍 : 一作曲家の人生と作品についての対話』伊藤成彦訳、未来社, 1981[85]
- Terroristen-Sympathisanten? Im Welt-Bild der Rechten. Eine Dokumentation, 1977
- Khomeini und der Islamische Gottesstaat. Eine große Idee. Ein großer Irrtum?, Percha 1979
- Kinder unseres Volkes (Buch zum Film). Deutschland, 1983. Regie: Stefan Rinser
- Wer wirft den Stein? Zigeuner sein in Deutschland. Eine Anklage, Stuttgart 1985[86]
- Die Aufgabe der Musik in der Gesellschaft von heute, Frankfurt 1986[87]
- In atomarer Bedrohung. Mit Grafiken von Frans Masereel, Karlsruhe: Loeper 1987[88]
- Gratwanderung. Briefe der Freundschaft an Karl Rahner, München: Kösel 1994
- Mitgefühl als Weg zum Frieden. Meine Gespräche mit dem Dalai Lama, München 1995
  - 『ダライ・ラマ平和を語る』中澤英雄訳、人文書院、2000[89]
- Leben im Augenblick. Kurze Texte zur Sinnfrage, hrsg. von Ute Zydek, München 1996[90]
- Reinheit und Ekstase. Auf der Suche nach der vollkommenen Liebe (mit H. C. Meiser), München: List 1998[91]
- Bruder Hund. Eine Legende, München: Kösel 19